# Jilavele
Jilavele è un comune della Romania di 3 633 abitanti, ubicato nel distretto di Ialomița, nella regione storica della Muntenia.
Il comune è formato dall'unione di 2 villaggi: Jilavele e Slătioarele.